# Boyeria cretensis
Boyeria cretensis е вид водно конче от семейство Aeshnidae. Видът е застрашен от изчезване.

## Разпространение
Разпространен е в Гърция (Крит).

## Описание
Популацията на вида е намаляваща.